# Temporada 1955 del Campeonato de Europa de Rally
La temporada 1955 fue la edición 3º del Campeonato de Europa de Rally. Comenzó el 17 de enero con el Rally de Montecarlo y finalizó el 12 de septiembre en el Viking Rally.

## Calendario
| N.º | Fecha                    | Rally                                     |
| --- | ------------------------ | ----------------------------------------- |
| 1   | 17-20 de enero           | 25. Rallye Automobile de Monte-Carlo      |
| 2   | 25 de febrero-1 de marzo | 6. Rallye Automovilístico del Sestriere   |
| 3   | 8-12 de marzo            | 5. RAC British International Rally        |
| 4   | 30 de abril-7 de mayo    | 7. Internationale Tulpenrallye Holland    |
| 5   | 18-22 de mayo            | 1. Internationale ADAC-Rallye Nurburgring |
| 6   | 13-18 de junio           | 6. Svenska Rallyt till Midnattssolen      |
| 7   | 20-24 de julio           | 4. Rallye Adriatique                      |
| 8   | 17-21 de agosto          | 14. Liège-Rome-Liège                      |
| 9   | 9-12 de septiembre       | 5. Viking Rally                           |

## Resultados

### Campeonato de pilotos
| Pos. | Piloto          | MON | SES | GBR | TUP | NUR | SWE | ADR | LIE | VIK | Puntos |
| ---- | --------------- | --- | --- | --- | --- | --- | --- | --- | --- | --- | ------ |
| 1    | Werner Engel    |     |     |     | 3   | 4   |     | 1   | 4   | 57  | 32,0   |
| 2    | Walter Schlüter | 16  |     |     | 6   |     |     | 5   |     | 2   | 22,0   |